# Digital Radio Mondiale
Pour les articles homonymes, voir DRM.
 (octobre 2017).
Si vous disposez d'ouvrages ou d'articles de référence ou si vous connaissez des sites web de qualité traitant du thème abordé ici, merci de compléter l'article en donnant les références utiles à sa vérifiabilité et en les liant à la section « Notes et références ».

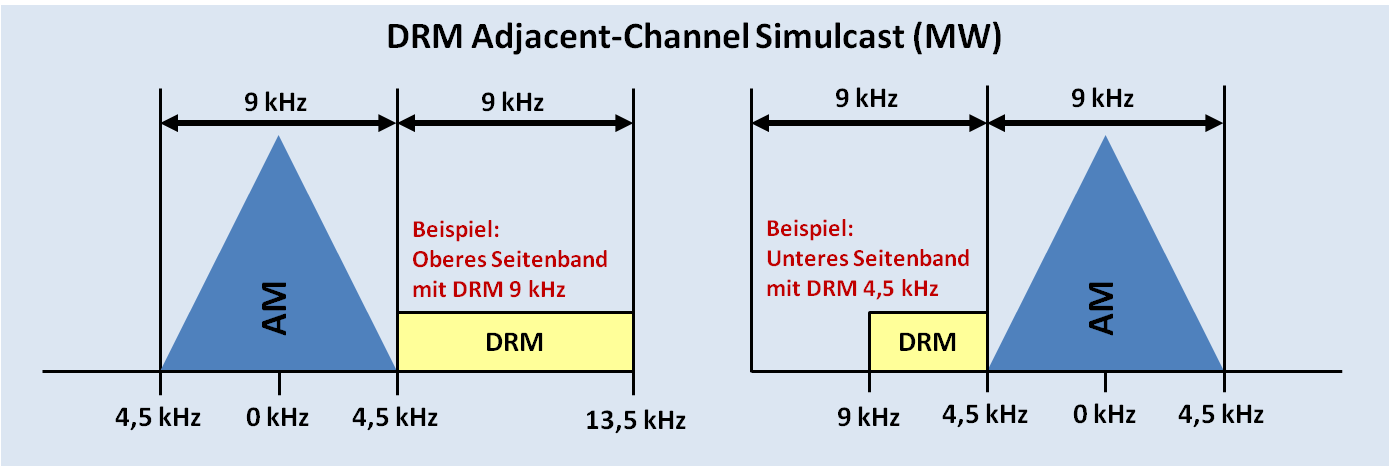
Illustration de la DRM.

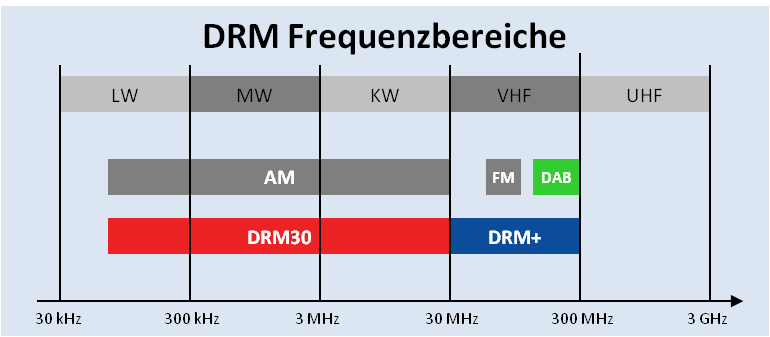
Plages

Digital Radio Mondiale (DRM) est une norme de radiodiffusion numérique (voir radio numérique) pour les ondes courtes, moyennes et longues (fréquences en dessous de 30 MHz).
Il a été conçu par un consortium de diffuseurs, de constructeurs d'émetteurs/récepteurs et de centres de recherche.
Le consortium existe depuis 1998, et le lancement officiel du système DRM a eu lieu en juin 2003 à Genève.
Les spécifications du consortium ont été converties en norme européenne par l'Institut européen des normes de télécommunications (référence : ES 201 980) et sont reconnues par l'Union internationale des télécommunications (UIT) comme moyen de radiodiffusion numérique pour ces gammes d'ondes. Radio France internationale, Télédiffusion de France, Deutsche Welle, Voice of America, Telefunken (nouveau : Transradio) et Thomcast (devenu ensuite Thales Broadcast & Multimedia, puis Thomson Grass Valley, puis Grass Valley et enfin Thomson Broadcast) ont pris part à la formation du consortium DRM. Le Syndicat national des radios libres est venu renforcer le consortium, ainsi que Littoral AM, la première radio régionale à avoir choisi de diffuser ses programmes en DRM, qui en est membre depuis 2005.

## Principe
L'idée de base pour la création de ce système numérique est que les ondes courtes, moyennes et longues offrent en analogique un certain nombre d'avantages par rapport aux autres systèmes de radiodiffusion (satellite, VHF terrestre, etc.) :
- Couverture possible à très large échelle (nationale, internationale) avec un seul émetteur. Aucun équipement intermédiaire n'est a priori prévu entre l'émetteur et le récepteur ce qui représente une sécurité.
- Un récepteur onde courte est compact, léger et simple. Il ne nécessite par exemple pas de devoir pointer une antenne à un endroit précis comme dans le cas du satellite.

Par contre la diffusion numérique offre toutes sortes d'avantages par rapport à la diffusion analogique traditionnelle en AM :
- Qualité de son améliorée. Plus de parasites et de bruits de fond. Comparable dans certains cas à de la radiodiffusion FM.
- Identification des stations reçues. Recherche de station améliorée. Il n'est plus nécessaire de consulter des longues listes pour savoir quelle chaîne est captée.
- Ajout de données associées au programme : texte défilant, images.
- Pour une même zone de couverture, un émetteur DRM a besoin d'environ 4 fois moins de puissance qu'un émetteur AM. Ceci représente une économie non négligeable d'énergie et une diminution des rayonnements à proximité de l'émetteur quand on sait que les puissances utilisées sont souvent très élevées (souvent des centaines de kilowatts).

Depuis le lancement officiel, le nombre de stations émettant en DRM ne cesse d'augmenter et celles-ci peuvent souvent être captées dans toute l'Europe[réf. nécessaire].
La réception de programmes émettant en DRM implique forcément l'utilisation d'un nouveau récepteur. Certains passionnés modifient des récepteurs AM traditionnels en les modifient et en les couplant à un ordinateur qui se charge du décodage grâce à un logiciel. Cependant, des récepteurs commerciaux sont désormais disponibles et la tendance est au récepteur multistandard accueillant d'autres normes numériques (DAB/DMB, MP3, etc.) et les standards analogiques AM et FM.

## Technique du système

### Codage de source
Les débits de donnée utiles atteints par DRM vont de 8 à 20 kbit par seconde pour un canal de radiodiffusion standard (10 kHz de largeur de bande) et peuvent même aller jusqu'à 72 kbit/s en couplant plusieurs canaux. Le débit dépend aussi de plusieurs autres paramètres comme le niveau de robustesse souhaité (correction d'erreur), la puissance et les conditions de propagation.
Ainsi plusieurs possibilités existent dans DRM pour coder le signal audio, ce qu'on appelle le codage de source :
- MPEG-4 AAC (Advanced Audio Coding) qui est un codage perceptuel adapté à la voix et la musique comme MPEG-1/2 Layer 3 (mp3).
- MPEG-4 CELP qui est un codage prévu pour la voix uniquement (vocodeur) mais possède une grande résistance aux erreurs et nécessite un faible débit de données.
- MPEG-4 HVXC qui est également un codage pour la voix mais qui nécessite un débit de donnée encore plus faible.
- SBR (Spectral Bandwidth Replication) qui est en fait une extension aux codeurs précédents et qui permet d'augmenter la largeur de bande et reproduire ainsi les fréquences aigües lorsque les débits de données sont faibles.
- Stéréo Paramétrique (PS) qui est une extension de SBR pour reproduire un signal stéréo.

Le diffuseur peut ainsi choisir le mode qu'il souhaite en fonction de ses besoins. Le mode le plus couramment utilisé actuellement est le AAC+SBR qui permet une reproduction avec une qualité proche de la diffusion FM. Celui-ci nécessite cependant un débit de donnée suffisant (au moins 17 kbit/s).

### Largeur de bande
La diffusion peut être effectuée sur différentes largeurs de bande :
- 9 kHz ou 10 kHz qui sont les largeurs de bande standards des canaux de radiodiffusions pour les ondes courtes, ondes moyennes et ondes longues (< 30 MHz). En choisissant ces largeurs de bande on reste ainsi en accord avec la planification des fréquences effectuées dans ces bandes de fréquence.
- 4,5 kHz ou 5 kHz qui sont des demi-canaux et qui sont prévus dans le cas où le diffuseur souhaite faire de la diffusion en simulcast sur le même émetteur, c’est-à-dire émettre simultanément en analogique AM et en numérique DRM.
- 18 kHz ou 20 kHz qui correspond à coupler deux canaux standards si la planification des fréquences le permet. Cela permet d'offrir un service de meilleure qualité.

### Modulation
Pour la transmission, la modulation utilisée par la DRM est une constellation QAM (Quadrature Amplitude Modulation) avec un codage d'erreur qui peut être variable. L'ensemble du canal radio est codé selon le procédé OFDM (Orthogonal Frequency Division Multiplexing) qui permet d'obtenir une excellente robustesse du signal par rapport aux échos destructifs de propagation. Le principe consiste à obtenir une importante densité spectrale en répartissant le flux total du signal numérique sur de nombreuses sous-porteuses modulées individuellement en QAM. D'autre part les phases de ces sous-porteuses sont orthogonales entre elles dans le but de renforcer la diversité du signal par rapport aux échos de propagation.
Le choix des paramètres de transmission dépend de la robustesse souhaitée et des conditions de propagation des ondes radio. La transmission est en effet affectée par le bruit, les perturbations, les trajets d'onde multiples et l'effet Doppler.
Il est ainsi possible de choisir entre plusieurs niveaux de codage d'erreur et plusieurs constellations : 64-QAM, 16-QAM et 4-QAM.
La modulation OFDM possède également des paramètres qui doivent être ajustés en fonction des conditions de propagation. Il s'agit en gros de l'espacement entre les porteuses qui déterminera la robustesse face à l'effet Doppler (décalages en fréquence) et l'intervalle de garde qui déterminera la robustesse face aux trajets d'ondes multiples (décalages en temps).
Le consortium a donc fixé quatre modes possibles fixant les paramètres OFDM. Les voici en commençant par le canal aux conditions de propagation les plus favorables :
- A : canal de transmission de type Gaussien avec peu de trajets multiples et peu d'effet Doppler. Ce mode est adapté à une diffusion locale ou régionale.
- B : canal de transmission avec comme conséquence un étalement en temps (dû à des trajets multiples avec de grandes différences de temps de trajet). Ce mode est adapté à une diffusion à moyenne échelle, il est fréquemment utilisé.
- C : comme le mode B mais avec un effet Doppler plus élevé (dû en majeure partie aux changements rapides de trajets d'ondes). Ce mode est adapté à une diffusion longue distance.
- D : comme le mode B mais avec un étalement en temps et un effet Doppler très important. Cette situation se produit dans certains cas, lors de propagation à très longue distance, de l'hémisphère Nord à l'hémisphère Sud par exemple.

Le compromis entre tous ces paramètres se situe entre robustesse par rapport aux conditions de propagation et débit de données utile disponible pour le service.
Ce tableau présente quelques valeurs en fonction des modes de protection. Plus l'espacement entre porteuses est grand, plus le système est résistant à l'effet Doppler. Plus la durée de l'intervalle de garde est grande, plus le système est résistant aux trajets multiples des ondes.
| Mode | Espacement entre porteuses (Hz) | Nombre de porteuses selon la bande passante du canal | Nombre de porteuses selon la bande passante du canal | Nombre de porteuses selon la bande passante du canal | Nombre de porteuses selon la bande passante du canal | Durée d'un symbole (ms) | Intervalle de garde (ms) | Nb symboles/trame |
| Mode | Espacement entre porteuses (Hz) | 9 kHz                                                | 10 kHz                                               | 18 kHz                                               | 20 kHz                                               | Durée d'un symbole (ms) | Intervalle de garde (ms) | Nb symboles/trame |
| ---- | ------------------------------- | ---------------------------------------------------- | ---------------------------------------------------- | ---------------------------------------------------- | ---------------------------------------------------- | ----------------------- | ------------------------ | ----------------- |
| A    | 41,66                           | 204                                                  | 228                                                  | 412                                                  | 460                                                  | 26,66                   | 2,66                     | 15                |
| B    | 46,88                           | 182                                                  | 206                                                  | 366                                                  | 410                                                  | 26,66                   | 5,33                     | 15                |
| C    | 68,18                           | *                                                    | 138                                                  | *                                                    | 280                                                  | 20,00                   | 5,33                     | 20                |
| D    | 107,14                          | *                                                    | 88                                                   | *                                                    | 178                                                  | 16,66                   | 7,33                     | 24                |

### Entrelacement en temps (time interleaving)
Un autre mécanisme est en place pour pallier les pertes de signal profondes (deep fading) dues aux conditions de propagation ou perturbations transitoires. C'est l'entrelacement en temps (time interleaving) qui consiste à mélanger, brasser sur un certain temps les données de telle manière qu'une perte de signal soit répartie en peu d'erreurs sur une longue durée plutôt qu'en beaucoup d'erreurs sur une courte durée. En effet, les mécanismes de correction d'erreur sont plus à même de corriger des erreurs dispersées plutôt qu'une longue suite d'erreurs qui se suivent (une disparition soudaine du signal). DRM spécifie donc 2 temps d'interleaving possible : 400 millisecondes ou 2 secondes. À noter que plus le temps d'interleaving est long plus le récepteur mettra de temps à recevoir le signal lorsque l'on change de fréquence.

### Canaux logiques
En fait, certaines composantes du système ont besoin d'être plus fortement protégées que d'autres pour assurer la transmission. Pour cela, le système DRM effectue un multiplexage de différents canaux en un seul avant la transmission. Chaque canal a la possibilité d'avoir une robustesse différente grâce à une constellation (QAM-16, QAM-64, ...) et un codage d'erreur différent (par contre, le mode de transmission OFDM est le même pour tous ces canaux).
Ces canaux sont :
- MSC (Main Service Channel): canal principal de service. C'est celui qui transporte le service à proprement parler, soit les données audio et les données associées (textes, et images). Son débit est donc élevé.
- SDC (Service Description Channel): canal de description du service. Ce canal contient des informations complémentaires concernant les services (comme la langue, les changements, l'heure, etc) et permet ainsi le décodage des différents flux MPEG ou Data.
- FAC (Fast Access Channel): canal d'accès « rapide ». Celui-ci transporte les informations minimum concernant la modulation utilisée ainsi que les types des différents services (radio). Il permet au récepteur de se paramétrer correctement pour démoduler le signal et décoder le service identifié grâce à un code unique attribué au diffuseur. C'est donc le premier canal qui est décodé par le récepteur, son débit de données est faible. Il doit être robuste par rapport aux deux autres.
- Générateur de porteuse. Ce n'est pas un canal à proprement parler mais un mécanisme qui consiste à fixer certaines porteuses OFDM, c’est-à-dire ne pas les moduler et les laisser constantes. Certaines sont définitivement fixes et d'autres sont fixées à intervalles réguliers suivant un motif prédéfini. Ce mécanisme permet au récepteur, lorsqu'il trouve un signal DRM, de rapidement régler précisément sa fréquence et de se synchroniser au signal de l'émetteur.

### Codage d'erreur
Le codage d'erreur peut être plus ou moins robuste.
Ce tableau montre les débits utiles disponibles (en kbit par seconde) en fonction de la classe de protection avec des modes de transmission OFDM A ou B, des modulations de porteuses du canal principal différentes de 16 ou 64 QAM et des largeurs de bande de 9 ou 10 kHz :
| Classe de protection | A (9 kHz) | B (9 kHz) | B (10 kHz) | B (10 kHz) | C (10 kHz) | C (10 kHz) | D (10 kHz) | D (10 kHz) |
| Classe de protection | 16-QAM    | 64-QAM    | 16-QAM     | 64-QAM     | 16-QAM     | 64-QAM     | 16-QAM     | 64-QAM     |
| -------------------- | --------- | --------- | ---------- | ---------- | ---------- | ---------- | ---------- | ---------- |
| 0                    | 7,6       | 19,6      | 8,7        | 17,4       | 6,8        | 13,7       | 4,5        | 9,1        |
| 1                    | 10,2      | 23,5      | 11,6       | 20,9       | 9,1        | 16,4       | 6,0        | 10,9       |
| 2                    | -         | 27,8      | -          | 24,7       | -          | 19,4       | -          | 12,9       |
| 3                    | -         | 30,8      | -          | 27,4       | -          | 21,5       | -          | 14,3       |

### DRM+
Tandis que la norme DRM est conçue pour les bandes de radiodiffusion inférieures à 30 MHz, le consortium DRM a voté en mars 2005 un projet d'extension du système aux bandes VHF jusqu'à 120 MHz. DRM+ sera le nom de cette nouvelle technologie. Les procédures de développement, de tests, d'homologation et de configuration sont prévues pour le créneau 2007 à 2009.
Une bande passante de canal plus large est utilisée, ce qui permettra aux stations de radio de diffuser des flux audionumériques plus élevés et donc de bien meilleure qualité. Une bande passante de 50 kHz en DRM+ autorisera un programme audionumérique presque comparable à la qualité d'un CD audio (pour rappel les CD audio sont échantillonnés à 44,1 kHz avec une quantification sur 16 bits).
Télévision mobile : Un canal DRM+ de 100 kHz pourra avoir une capacité suffisante pour diffuser une voie vidéo : il serait ainsi possible de transmettre un canal vidéo mobile en DRM+ sans faire appel aux technologies DMB ou DVB-H.
Le 31 août 2009, DRM+ est devenue une norme officielle de diffusion lors de la publication par l'ETSI des spécifications techniques. Le document porte la référence ETSI ES 201 980 v3.1.1. Il s'agit effectivement d'une nouvelle version de toute la spécification DRM, comprenant un mode additionnel qui permet le fonctionnement en fréquence dans la tranche de 30 MHz à 174 MHz.

### Conclusion
Contrairement à de la diffusion analogique AM, la diffusion numérique DRM offre un grand nombre de degrés de libertés au diffuseur pour le codage du son et la transmission. Cela implique donc qu'il définisse précisément ses besoins et sa zone de couverture. Ceci reste transparent pour l'auditeur car le récepteur se règle automatiquement.

## Statut
La norme technique est disponible gratuitement auprès de l'ETSI, et l'UIT a approuvé son utilisation dans la plupart des pays du monde. Approbation pour la région 2 de l'UIT dans l'attente de modifications des accords internationaux existants. La première diffusion a eu lieu le 16 juin 2003 à Genève, en Suisse, lors de la conférence mondiale des radiocommunications de l'UIT.
Les diffuseurs actuels sont Akashvani (anciennement All India Radio), BBC World Service, funklust (anciennement BitXpress), Radio Exterior de España, Radio New Zealand International, Vatican Radio, Radio Romania International et Radio Kuwait.
Jusqu'à présent, les récepteurs DRM utilisent généralement un ordinateur personnel. Plusieurs fabricants ont lancé des récepteurs DRM, qui sont restés jusqu'à présent des produits de niche en raison des choix de diffusion limités. La transition des radiodiffuseurs nationaux vers des services numériques basés sur le DRM, en particulier All India Radio, devrait stimuler la production d'une nouvelle génération de récepteurs abordables et efficaces.
Chengdu NewStar Electronics propose depuis mai 2012 le DR111, qui répond aux exigences minimales fixées par le consortium DRM pour les récepteurs DRM et qui est vendu dans le monde entier.
Akashvani Common Foreign Service diffuse quotidiennement en DRM vers l'Europe occidentale sur 9,95 MHz de 17:45 à 22:30 UTC,. All India Radio est en train de remplacer et de mettre à niveau un grand nombre de ses émetteurs AM nationaux pour les rendre compatibles avec la DRM. Le projet, qui a débuté en 2012, devrait être achevé en 2015.
La BBC (British Broadcasting Corporation) a expérimenté cette technologie au Royaume-Uni, en diffusant BBC Radio Devon dans la région de Plymouth sur la bande MF. L'essai a duré un an (avril 2007-avril 2008).

## Fabricants d'émetteurs
- Transradio, Allemagne - Emetteurs et solutions DRM
- Nautel, Canada - Emetteurs et solutions DRM
- Thomson Broadcast, France - Emetteurs TV/Radio et Solutions DRM